# Redcross
Redcross is een plaats in het Ierse graafschap County Wicklow.